# Radomir Jovović
Radomir Jovović (* 15. Dezember 1979) ist ein serbischer Badmintonspieler. 

## Karriere
Radomir Jovović begann seine sportliche Karriere in Jugoslawien, wo er sechs Mal die nationalen Titelkämpfe für sich entscheiden konnte. Des Weiteren war er ein Mal bei den Junioren erfolgreich. In Serbien und Montenegro siegte er bis 2007 sieben Mal bei den nationalen Meisterschaften. Nach seiner aktiven Karriere begann er eine Trainerlaufbahn im Badminton.

## Sportliche Erfolge
| Saison | Veranstaltung                                   | Disziplin    | Platz | Name                               |
| ------ | ----------------------------------------------- | ------------ | ----- | ---------------------------------- |
| 1996   | Jugoslawien: Einzelmeisterschaften              | Herrendoppel | 1     | Zoran Stepanović / Radomir Jovović |
| 1998   | Jugoslawien: Einzelmeisterschaften der Junioren | Herreneinzel | 1     | Radomir Jovović                    |
| 1999   | Jugoslawien: Einzelmeisterschaften              | Herreneinzel | 1     | Radomir Jovović                    |
| 1999   | Jugoslawien: Einzelmeisterschaften              | Herrendoppel | 1     | Radomir Jovović / Zoran Stepanović |
| 2001   | Jugoslawien: Einzelmeisterschaften              | Herreneinzel | 1     | Radomir Jovović                    |
| 2001   | Jugoslawien: Einzelmeisterschaften              | Herrendoppel | 1     | Radomir Jovović / Zoran Stepanović |
| 2002   | Jugoslawien: Einzelmeisterschaften              | Herreneinzel | 1     | Radomir Jovović                    |
| 2003   | Serbien und Montenegro: Einzelmeisterschaften   | Herreneinzel | 1     | Radomir Jovović                    |
| 2003   | Serbien und Montenegro: Einzelmeisterschaften   | Herrendoppel | 1     | Radomir Jovović / Zoran Stepanović |
| 2005   | Serbien und Montenegro: Einzelmeisterschaften   | Herrendoppel | 1     | Milan Barbir / Radomir Jovović     |
| 2006   | Serbien und Montenegro: Einzelmeisterschaften   | Mixed        | 1     | Radomir Jovović / Ana Zorić        |
| 2007   | Serbien: Einzelmeisterschaften                  | Mixed        | 1     | Radomir Jovović / Ana Zorić        |
| 2007   | Serbien: Einzelmeisterschaften                  | Herrendoppel | 1     | Mladen Stanković / Radomir Jovović |
| 2007   | Serbien: Einzelmeisterschaften                  | Herreneinzel | 1     | Radomir Jovović                    |